# Fjord Agostini
Le fjord Agostini, également connu sous le nom de seno Agostini est un fjord situé dans l'archipel de la Terre de Feu, au Chili. Il a été nommé d'après l'explorateur italien Alberto María De Agostini (1883-1960), et se trouve à l'intérieur du parc national qui porte son nom. Administrativement, le fjord se trouve dans la région de Magallanes et de l'Antarctique chilien.
Il s'enfonce à l'intérieur de la grande île de la Terre de Feu et sépare deux branches de la cordillère Darwin : le Cordón Navarro – pratiquement intégralement recouvert de glace – au sud-ouest et le chaînon qui comprend le mont Buckland, au nord-est. Ce dernier abrite les sommets les plus escarpés du sud du Chili. 
Il est relié au canal Magdalena à travers le seno Keats.